# Henrik-Steffens-Denkmal

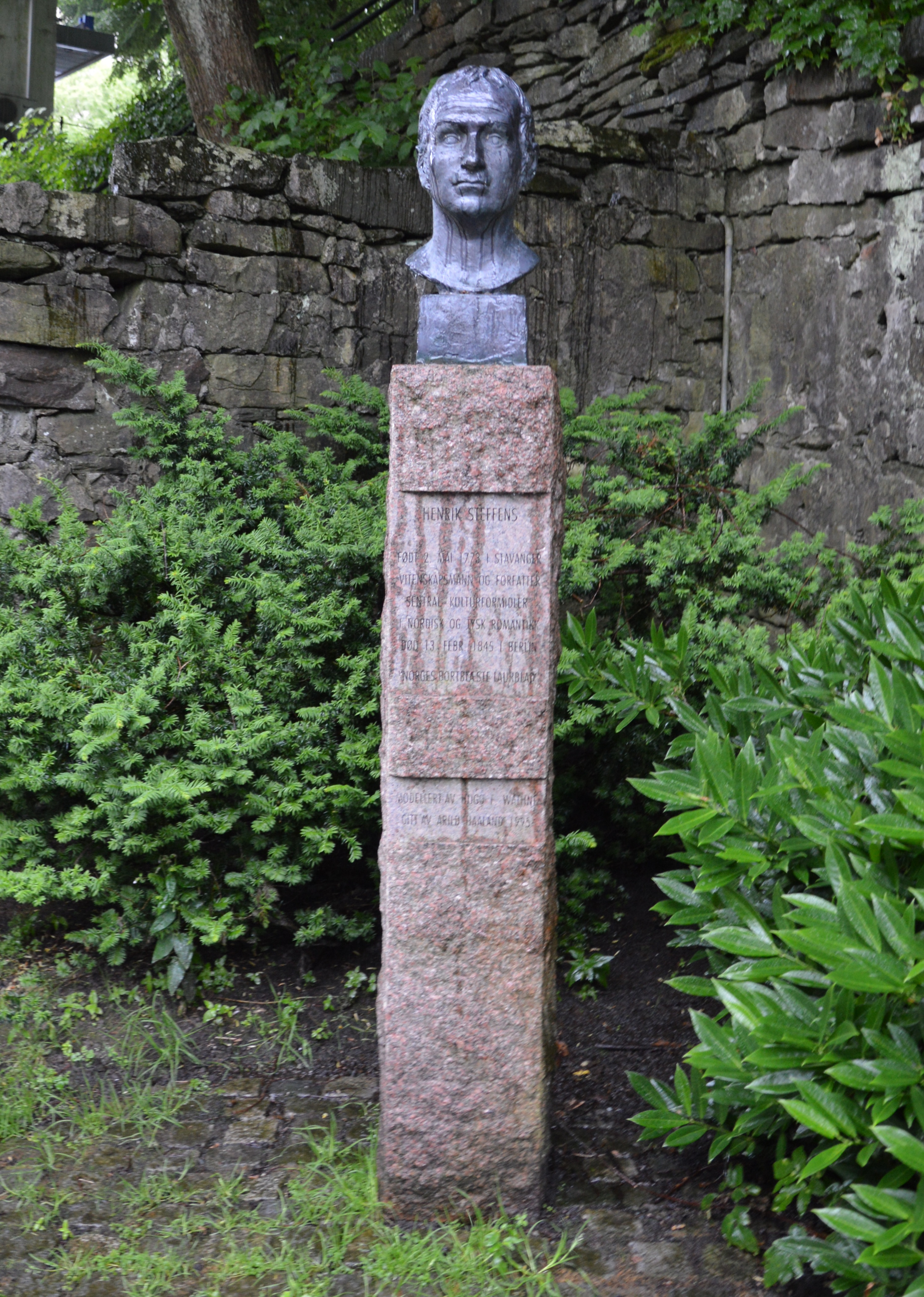
Henrik-Steffens-Denkmal, Stavanger

Das Henrik-Steffens-Denkmal ist ein Denkmal in der norwegischen Stadt Stavanger. Es wurde für den deutsch-norwegischen Dichter und Philosophen Henrich Steffens errichtet.
Es befindet sich in der Straße Løvdalssvingen westlich des Hafens der Stadt.
Das Denkmal wurde im Jahr 1995 durch den Künstler Hugo Frank Wathne geschaffen und von Arild Haaland gestiftet. Es besteht aus einer Heinrich Steffens darstellenden Büste, die auf einem steinernen Pfeiler thront.
Auf der Vorderseite des Pfeilers befindet sich die norwegische Inschrift:
HENRIK STEFFENS

FØDT 2. MAI 1773 I STAVANGER

VITENSKAPSMANN OG FORFATTER
SENTRAL KULTURFORMIDLER

I NORDISK OG TYSK ROMMANTIKK

DØD 13. FEBR. 1845 I BERLIN

NORGES BORTBLÆSTE LAURBLAD

MODELLERT AV HUGO F. WATHNE

GITT AV ARILD HAALAND 1995

(deutsch: Heinrich Steffens; Geboren am 2. Mai 1773 in Stavanger; Wissenschaftler und Autor der norwegischen und deutschen Romantik; Verstorben am 13. Februar 1845 in Berlin; gestaltet von Hugo F. Wathne; gestiftet von Arild Haaland 1995)